# نظریه عملگرها
در ریاضیات، مطالعه و نظریهٔ عملگرها (Operator theory) بخشی مرکزی و عمده را در آنالیز تابعی به خود اختصاص می‌دهد. عملگرهای خطی (linear operators) بخش زیادی از نظریه عملگرها را به خود اختصاص می‌دهد. نظریه عملگرهای خطی به دو بخش اصلی تقسیم می‌شود. قسمت اول صرفاً بر اساس خواص جبری عملگرهای خطی بیان می‌شود و قسمت دوم بر اساس خواص عملگری آن‌ها بیان می‌شود.
اگر مجموعه‌ای از اپراتورها روی یک میدان تشکیل جبر دهند، آن را جبر عملگری می‌نامند.

## کاربردها
عمده‌ترین کاربردهای عملگرهارا باید در فیزیک، مکانیک و به ویژه مکانیک کوانتومی سراغ گرفت.

## مثال‌ها

### مشتق‌گیری
عمل مشتق‌گیری از توابع پیوسته و مشتق‌پذیر ریاضی را می‌توان از جملهٔ ساده‌ترین نمونه‌های مورد بررسی و بحث در این مقاله به حساب آورد:
{\displaystyle {\frac {d}{dx}}f(x)=g(x)\!}
در این مورد عمل‌گر {\displaystyle {\frac {d}{dx}}\!} بر روی تابع {\displaystyle f(x)\!} عمل نموده و تابع {\displaystyle g(x)\!} را نتیجه داده‌است.

## ابردوری‌ها
ویژگی ابردوری بودن، اولین بار در سال۱۹۲۹ دریکی از کارهای بیرهوف مشاهده شده‌است، وی به وجود تابع تام که انتقال‌هایش در فضای توابع تحلیلی چگال است پی برد. سپس دانشمندان آنالیز تابعی با تبعیت از روش مک لین (G. R. Maclane) به توسعه شاخه‌ای از ریاضیات پرداختند، که اینک بنام نظریه عملگرها خوانده می‌شود. کارل کیتایی (C. Kitai)، در سال۱۹۸۲، نشان داد که اگر عملگری ابردوری باشد، آنگاه هر مؤلفه از طیف آن، دایره یکه را قطع می‌کند. (هر زیرمجموعهٔ همبند ماکسیمال را یک مؤلفه می‌گویند). در سال ۱۹۸۷، شاپیرو (H. Shapiro) و گتنر (R. M. Gethner)، کار رولوایس را روی فضای برگمن توسعه داده و انتقال‌های پسرو روی این نوع فضاها را بررسی کردند. در سال ۱۹۹۱، شاپیرو و گودفروی (G. Godefroy)، ابردوری بودن عملگرهای انتقال به عقب راروی فضاهای هاردی بررسی کردند. در سال ۱۹۹۵، سالاس (H. Salas)، ابردوری بودن عملگرهای انتقال وزن‌دار را بررسی کرد و محک مخصوصی را برای این عملگرها ارائه داد. در سال ۱۹۹۹، بوردن (P. Bourdon)، ابردوری بودن عملگرهای انتقال پسرو را روی فضاهای برگمن (Bergman) بررسی کرد. سپس پریس درسال۲۰۰۱، نشان داد که عملگرهای ابردوری چندگانه لزوماً ابردوری هستند. پروفسور ارلیکس (Orlicz)، شرط اولیه وجود یک عملگر ابردوری، بریک فضای موضعا محدب را، جدایی‌پذیری و نامتناهی‌البعد بودن فضا بیان نموده‌است. شمیم انصاری (S. I. .Ansari)، بونت و پریس نیز، شرایط وجود عملگرهای ابردوری بر فضاهای برداری توپولوژیکی را مورد مطالعه قرار داده‌اند، سالاس در مقاله‌ای نشان داده‌است که بریک فضای هیلبرت (Hilbert) جدایی پذیر نامتناهی البعد، می‌توان عملگر ابردوری با الحاق ابردوری ارائه داد.

## تعریف عملگر ابردوری
فرض کنید T یک عملگر خطی روی فضای باناخ X باشد. مدار x از X را با Orb(T,x) نمایش داده و به صورت زیر تعریف می‌کنیم
Orb(T,x) ={x,T(x),T2(x),... ,Tn(x)}
عملگر T را یک عملگر ابردوری روی X می‌نامند هرگاه بردار x از X موجود باشد بطوریکه مدار x تحت T در X چگال باشد؛ یعنی
Cl Orb(T,x)= X
در این حالت x را یک بردار ابردوری برای T روی X نامیده و عملگر T را یک عملگر ابردوری می‌نامیم.
نکته ۱: اگر عملگر ابردوری T روی X موجود باشد آنگاه X یک فضای جدایی پذیر است.
نکته ۲: اگر T یک عملگر ابردوری روی فضای X باشد، آنگاه بعد فضای X نامتناهی است.
نکته ۳: هیچ عملگر ابردوری روی فضای با بعد متناهی وجود ندارد.
نکته ۴: عملگر مشتق روی فضای توابع تحلیلی یک عملگر ابردوری است.